# 7-й армейский корпус (Великая армия)
7-й армейский корпус Великой армии — образован 29 августа 1805 года из частей, входивших в состав Армии Берегов Океана. Под командованием маршала Пьера Ожеро с 1805 по 1807 годы участвовал в войнах против Третьей коалиции и Четвертой коалиции.
21 февраля 1807 года корпус был расформирован по причине огромных потерь, понесённых в сражении при Прейсиш-Эйлау, а его уцелевшие части были распределены по другим корпусам.
Вновь сформирован 3 марта 1812 года из войск Саксонского королевства. 
Командир – дивизионный генерал Ш. Рейнье (назначен Наполеоном вместо саксонского генеала фон Ле Кока). Фактически начальником штаба оставался полковник Ф. К. фон Лангенау (присланный на эту должность 1 апреля 1812 французский штабной полковник Ф. Ж. Грессо занимался вопросами интендантства).
В начале русской кампании корпус был выделен из правофланговой группы Великой армии и направлен на волынское направление, где действовал до декабря 1812. 
В июле корпус разместился на линии Пинск – Янов – Кобрин – Брест-Литовск, чтобы действовать против армии ген. А. П. Тормасова. Тормасов, перейдя в наступление, 15(27) июля окружил и пленил в Кобрине бригаду ген. Г. Кленгеля из 22-й дивизии. Рейнье поспешно отступил к Слониму, где 22 июля (3 августа) соединился с Австрийским вспомогательным корпусом. Вскоре оба корпуса под командованием Шварценберга перешли в наступление и в сражении у Городечны одержали верх над 3-й армией Тормасова. Саксонцы потеряли 25 офицеров и 866 солдат.
После подхода Дунайской армии адмирала П. В. Чичагова оба корпуса начали 12(24) сентября отступление на север. В боях у Брест-Литовска 29 сентября (11 октября) 7-й корпус потерял 3 офицеров и 101 солдата, в бою 6(18) октября у Бялы – 9 офицеров и ок. 190 солдат, после чего отступил на Дрогичин.
Здесь к нему впервые подошло маршевое пополнение под команд. майора фон Туммеля (14 офицеров, 1677 солдат), а также бригада (3 полка) из 32-й пехотной дивизии. К 15(27) октября корпус насчитывал 12300 чел. 16(28) октября он вместе с австрийцами перешел в наступление на русский корпус барона Ф. В. Остен-Сакена. 1(13) – 4(16) октября в авангардных стычках и в бою у Волковыска корпус потерял 30 офицеров и 600 солдат, 32-я дивизия – 450 чел. Союзники преследовали Остен-Сакена до р. Мухавец, но затем 25 ноября (7 декабря) по приказу двинулись через Пружаны и Селец в Ружану.
Получив известие о плачевном состоянии Великой армии, Рейнье 6(18) декабря начал отступление. Перейдя 12-13(24-25) декабря через р. Буг, корпус занял позицию у Седльце, откуда отошел к Варшаве, где получил подкрепление под командованием подполковника фон Лемана (900 чел.) и стал насчитывать 8200 чел.
К середине января 1813 его численность сократилась до 5700 чел. (в т. ч. 970 кавалеристов), полки были свернуты в батальоны, а вся пехота – в одну дивизию. Затем оставшиеся войска корпуса были отведены в Саксонию.
После «битвы народов» прекратил существование.
Воссоздан 8 февраля 1814 года из частей, прибывших во Францию из Испании.

## Состав корпуса
На 25 сентября 1805 года:
- 1-я пехотная дивизия (дивизионный генерал Жак Дежарден)
- 2-я пехотная дивизия (дивизионный генерал Морис Матьё)

На 1 октября 1806 года:
- 1-я пехотная дивизия (дивизионный генерал Жак Дежарден)
- 2-я пехотная дивизия (дивизионный генерал Этьен Эдле де Бьер)
- бригада лёгкой кавалерии (бригадный генерал Антуан Дюронель)

На 30 июня 1812 года:
- 21-я пехотная дивизия (генерал-лейтенант Карл Христиан Эрдманн, эдлер фон Ле Кок)
- 22-я пехотная дивизия (генерал-лейтенант Карл Вильгельм Фердинанд фон Функ)
- 23-я бригада лёгкой кавалерии (генерал-майор Генрих Адольф фон Габленц)

На октябрь 1813 года:
- 13-я пехотная дивизия (дивизионный генерал Шарль Гийемино)
- 24-я пехотная дивизия (генерал-майор фон Цешау)
- 32-я пехотная дивизия (дивизионный генерал Франсуа Дюрютт)
- 26-я бригада лёгкой кавалерии (генерал-майор фон Линденау)

На 8 февраля 1814 года:
- 7-я пехотная дивизия (дивизионный генерал Жан Леваль)
- 9-я пехотная дивизия (дивизионный генерал Пьер Буайе)
- дивизия Национальной гвардии (дивизионный генерал Мишель-Мари Пакто)

## Командование корпуса

### Командующие корпусом
- маршал Пьер Ожеро (29 августа 1805 – 21 февраля 1807)
- дивизионный генерал Эбенезер Ренье (3 марта 1812 – 19 октября 1813)
- маршал Николя Удино (8 февраля 1814 – 11 апреля 1814)

### Начальники штаба корпуса
- бригадный генерал Франсуа-Ксавье Донзело (29 августа 1805 – 25 февраля 1806)
- бригадный генерал Клод Паннтье (25 февраля 1806 – 21 февраля 1807)
- полковник штаба французской службы Франсуа Грессо (1812 – 19 октября 1813)
- полковник штаба саксонской службы Фридрих Карл Густав фон Лангенау (1812)

### Командиры артиллерии корпуса
- дивизионный генерал Жан Дорне (29 августа 1805 – 10 сентября 1806)
- бригадный генерал Александр де Сенармон (21 ноября 1806 – 21 февраля 1807)

### Командиры инженеров корпуса
- полковник Франсуа Абсолю де Ля Гастен (29 августа 1805 – 16 октября 1806)
- полковник Андре Фреволь де Лакост (16 октября 1806 – 11 февраля 1807)